# Eberhard von Kumbd
Eberhard von Kumbd (auch „de Comede / Comeda“, „von Stahleck“) (* 1165; † 30. November 1191 im zisterziensischen Frauenkloster Kumbd im Hunsrück) war ein Seliger Subdiakon.
Er wurde als Sohn des Ministerialen Wolfram in Bacharach unterhalb der Burg Stahleck geboren. Seine Jugend verbrachte Eberhard bei seiner Familie am Hof des Pfalzgrafen Konrad auf den Burgen Stahleck und Heidelberg. Nach vergeblichen Versuchen, als Mönch in das Kloster Schönau (Odenwald) aufgenommen zu werden, gründete er auf dem Land des Adligen Heinrich von Dyck das Kloster Kumbd. Dieses besiedelte er mit Nonnen aus dem Konvent Aulhausen und mit eigenen Familienangehörigen. In der folgenden Zeit war er häufig zwischen Stahleck und Heidelberg unterwegs. Schon 1191 starb er an einer Krankheit.
Schon bald wurde er regional als Heiliger verehrt. So entstand um 1220, wahrscheinlich im Kloster Eberbach, seine Lebensbeschreibung, die sein heiligenmäßiges Leben betont und seine Krankheit als spirituelle Verzückung beschreibt. Diese ist aber auch eine bedeutende Quelle für die frühe Geschichte der Burg und der Stadt Heidelberg wie auch für die Geschichte der Zisterzienserinnen am Mittelrhein.